# 2XL TrophyLite Rally
2XL TrophyLite Rally es un videojuego de carreras desarrollado por el estudio estadounidense 2XL Games y lanzado el 10 de junio de 2010 para iOS.

## Jugabilidad
Cuenta con 15 carreras diferentes, incluidos circuitos, rallies y etapas. Carreras todoterreno en el desierto. Modo carrera y sistema de logros. Wi-Fi para 2 jugadores y multijugador Bluetooth. Se puede elegir entre 31 camiones diferentes. Función de auto-gas y controles invisibles. Vistas de cámara en 1.ª y 3.ª persona. Hay 5 esquemas de control preestablecidos, incluida la dirección de inclinación receptiva. También cuenta con asistencia de giro. Tiene nivel de dificultad ajustable. Se puede ver estadísticas de perfil, tablas de clasificación y unirse a la comunidad en el sitio web oficial del juego.

## Recepción
| Recepción |              |
| --- | ------------ |
| Puntuaciones de reseñas Evaluador Calificación Metacritic 71/100 [ 1 ] Puntuaciones de críticas Publicación Calificación GamePro [ 2 ] Gamezebo [ 3 ] Pocket Gamer [ 4 ] |              |
| Puntuaciones de reseñas |              |
| Evaluador | Calificación |
| Metacritic | 71/100       |
| Puntuaciones de críticas |              |
| Publicación | Calificación |
| GamePro | [ 2 ]        |
| Gamezebo | [ 3 ]        |
| Pocket Gamer | [ 4 ]        |

El juego recibió críticas superiores a la media según el sitio web de agregación de reseñas Metacritic. Pocket Gamer dijo: "Mejor descrito como Desert Megan Fox, 2XL TrophyLite Rally se ve hermoso, se maneja bien, pero carece de variación, desafío y profundidad". Gamezebo lo llamó "Un corredor brillantemente construido al que le falta el corazón".